# Zoogéographie
La zoogéographie est une branche de la biogéographie dont l'objet est l'étude de la répartition des espèces animales sur la planète Terre. L'aire de répartition géographique d'une espèce inclut la totalité des populations de celle-ci. Cette notion est dite dynamique car elle évolue constamment en fonction des connaissances acquises. Il faut donc la considérer comme une photographie ponctuelle. Cette science regroupe deux idées : rechercher l'origine probable d'une espèce ou d'un peuplement (géonémie) et connaître sa distribution actuelle.

## La zoogéographie: une science

### Histoire de la zoogéographie
Cette science est ancienne car Buffon (1707-1788) s'est intéressé très tôt à l'étude de la répartition des animaux sur la terre et à la question des causes de cette répartition. Dès la fin du XVIIIe siècle, l'un des premiers essais sur la géographie zoologique fut proposé par Buffon. Il introduit dans son œuvre une comparaison des faunes de l'Ancien Monde et du Nouveau Monde.
L'étude de la distribution des animaux sur le globe, ou géographie zoologique, est née de l'observation de Buffon sur les animaux propres à chacun des deux ensembles de continents.
Le premier, Buffon établit le fait que les animaux des parties méridionales de l'ancien continent ne se trouvent pas dans le nouveau, et que réciproquement ceux de l'Amérique méridionale ne se trouvent pas dans l'ancien continent.
Mais c'est seulement au XIXe siècle que naquit vraiment la biogéographie comme discipline scientifique. Les pères de la zoogéographie sont les explorateurs du XIXe siècle, parmi lesquels Alfred Russel Wallace (1823-1913), Charles Darwin (1809-1882), Thomas Henry Huxley (1825-1895), Philip Lutley Sclater (1829-1913). La zoogéographie a été développée depuis la fin du XIXe siècle, à la suite des travaux de Wallace.
En 1858, Sclater analyse la distribution géographique de l'avifaune mondiale constituée de 7500 espèces d'Oiseaux et reconnaît six grandes régions zoogéographiques dans le monde : I. Paléarctique, II. Éthiopienne, III. Indienne, IV. Australienne, V. Néarctique et VI. Néotropicale.

Grandes régions zoogéographiques actuelles :
la région néarctique
la région paléarctique
la région afrotropicale
la région indomalaise
la région australasienne
la région néotropicale
la région océanienne et la région antarctique non représentées

En 1876, Wallace généralise ce concept à plusieurs groupes zoologiques (Mammifères, Oiseaux, Reptiles, Amphibiens, Poissons, Insectes et Mollusques) et adopte les six régions zoologiques proposées en premier par Sclater : Paléarctique (Europe, Afrique du Nord, Asie septentrionale), Éthiopienne (Afrique sub-saharienne), Orientale (Asie tropicale), Australienne (Océanie), Néotropicale (Amérique du Sud et centrale) et Néarctique (Amérique du Nord). Il subdivise chacune de ces régions zoogéographiques en 4 sous-régions.
- I. Région Paléarctique comprenant les sous-régions : 1. Nord-Européenne, 2. Méditerranéenne, 3. Sibérienne, 4. Mandchoue.
- II. Région Éthiopienne comprenant les sous-régions : 1. Est-Africaine, 2. Ouest-Africaine, 3. Sud-Africaine, 4. Malgache.
- III. Région Orientale comprenant les sous-régions : 1. Hindoue, 2. Ceylanaise, 3. Indo-Chinoise, 4. Indo-Malaise.
- IV. Région Australienne comprenant les sous-régions : 1. Austro-Malaise, 2. Australienne, 3. Polynésienne, 4. Néo-Zélandaise.
- V. Région Néotropicale comprenant les sous-régions : 1. Chilienne, 2. Brésilienne, 3. Mexicaine, 4. Antillaise.
- VI. Région Néarctique comprenant les sous-régions : 1. Californienne, 2. Montagneuse des Rocheuses, 3. Alléghanienne, 4. Canadienne.

À ces 6 régions classiques, Trouessart, en 1890, en ajoute deux autres pour les faunes polaires boréale et australe :
- VII. Région Arctique ;
- VIII. Région Antarctique.

### L'approche écologique
Elle tient compte de différents facteurs, biotiques (composition et évolution des biocénoses) et abiotiques (comme la climatologie et la dérive des continents, ce facteur ayant une importance particulière pour déterminer la répartition de la faune).
Cette discipline peut être abordée à l'échelle de la planète (dans ce cas, on parle de grandes régions zoogéographiques), ou d'écosystèmes plus petits (par exemple, le massif alpin, ou le massif de la Vanoise, etc.); mais c'est surtout à une grande échelle qu'elle est étudiée comme telle (en tant que discipline autonome des autres formes de biogéographie; en effet, les grands ensembles continentaux sont séparés par des obstacles difficiles à franchir pour de nombreuses espèces animales, et gardent du fait de forts particularismes). Elle s'incorpore par ailleurs aux autres formes d'études biogéographiques.

### Les centres d’expansion faunistique
Durant les glaciations, chaque espèce devait trouver refuge, en fonction de ses exigences écologiques propres, dans des zones hors de glace. Les glaciations terminées, ces refuges devenaient des centres d'expansion à partir desquels les espèces recolonisaient les milieux propices. La zoogéographie définit alors des types de distribution faunistique qui possèdent un centre d'expansion postglaciaire commun. Cependant, on assiste à des comportements différents au sein même de ces ensembles. En effet, certaines espèces, dites expansives ont colonisé des milieux favorables mais éloignés de leur refuge, d'autres, dites stationnaires, s'en sont très peu écartées. Par exemple, le terme "Eurasiatique" définit des espèces répandues de l'Europe à l'Asie dont le centre d'expansion était l'actuelle Sibérie alors que ce continent était sous d'autres latitudes. Mais parmi ses éléments, certaines espèces peuplent la quasi-totalité de son aire de recouvrement, d'autres seulement une partie.
Cette notion est importante au niveau des peuplements, elle permet de comprendre pourquoi certaines espèces cohabitent ou ne se rencontrent jamais et permet également de caractériser un milieu par la présence d'un ensemble d'espèces.

### Les facteurs de dispersion
La dispersion des animaux s'effectue par des voies terrestres, aquatiques ou aériennes qui déterminent la répartition des espèces.
On distingue des facteurs primaires et des facteurs secondaires.
Les facteurs primaires déterminent par eux-mêmes la dispersion.
Les uns sont intrinsèques (mode et puissance de locomotion de l'animal considéré) ; les autres sont extrinsèques (transport par cours d'eau, courants marins, radeaux de végétation, vents, autres animaux, Homme).
Les facteurs secondaires ne déterminent pas par eux-mêmes la dispersion, mais ils la dirigent.
C'est le cas du régime alimentaire (des animaux ne se fixent dans une région que si celle-ci leur fournit des aliments qui leur conviennent), du climat (des animaux quittent la région où ils se trouvent lorsque les conditions climatiques deviennent défavorables), des relations géographiques entre régions.

## Types de distribution faunistique
Tous les groupes d'espèces animales ne s'étant pas constitués à la même époque géologique, ils ne se sont pas trouvés en présence de la même configuration des continents et des océans et n'ont pas pu, en conséquence, rencontrer les mêmes facilités migratoires, ni couvrir des aires de dispersion comparables.
Selon leur degré d'extension, certaines espèces animales ont une aire de répartition étendue, qui peut dépasser les limites d'un continent ; d'autres possèdent une aire de répartition spécialisée qui peut dépendre de caractéristiques géographiques, climatiques ou écologiques particulières.
Comme cas extrêmes, on distingue les phénomènes de cosmospolitisme et d'endémisme.
Sont cosmopolites ou ubiquistes, les espèces qui vivent sur tout le globe et spécialement en tous climats. Elles ne vivent cependant pas en tous milieux (souterrain, terrestre, arboricole, dulçaquicole, marin, aérien). Le cosmopolitisme n'est donc qu'approché en se restreignant aux espèces représentées sur la plupart des terres émergées ou dans la plupart des océans.
Par opposition, sont endémiques les espèces dont l'aire ne dépasse pas un territoire défini, limité par une frontière naturelle (montagne, désert, mer, rivière, lac). Le terme d'endémisme n'a d'ailleurs de sens que rapporté à une unité géographique donnée.
Les aires de distribution des espèces animales peuvent être aussi continues, c'est-à-dire d'un seul tenant. Parfois les aires de répartition coïncident avec certaines zones latitudinales (boréale, tropicale, équatoriale, australe).
Sinon elles sont discontinues ou disjointes lorsqu'elles comprennent des régions séparées, sans limites naturelles, et plus ou moins distantes.
Cela est fonction des facteurs de dispersion qui sont intervenus au cours des époques géologiques ou des temps historiques plus récents.
En particulier, les espèces migratrices disposent d'aires d'estivage (ou de reproduction) et d'aires d'hivernage (ou de nourrissage).
La répartition des espèces animales peut également s'effectuer selon un étagement ou découpage vertical par rapport au niveau de la mer en fonction soit de l'altitude (pour la faune terrestre, notamment de montagne), soit de la profondeur (pour la faune marine).
En tenant compte de tous ces aspects, on peut déterminer les types de distribution faunistique pour un territoire géographique donné (par exemple l'Europe).
| Types de distribution                                          | Région concernées |
| -------------------------------------------------------------- | --- |
| Holarctique                                                    | Régions néarctique (Amérique du Nord) et paléarctique |
| Paléarctique                                                   | Europe, Nord de l'Afrique (jusqu'au Sahara et une partie du Moyen-Orient) et Nord de l'Asie (jusqu'au nord de l'Himalaya)                                                                       |
| Eurasiatique (dont les éléments eurosibériens)                 | Europe de l'Ouest à l'Asie et une partie de l'Afrique du Nord (Ces espèces constituent l'essentiel de la zone Paléarctique.)                                                                    |
| Eurasiatique boréo-alpin                                       | Composantes des régions boréales et très septentrionales du continent eurasiatique, se trouvant en îlot dans les montagnes européennes plus méridionales                                        |
| Européen                                                       | Limité à la totalité de l'Europe, à une partie de l'Europe ou à un secteur européen particulier (alors indiqué)                                                                                 |
| Méditerranéo-asiatique (dont les éléments holo-méditerranéens) | Ensembles hétérogènes d'espèces de différentes lignées, dont l'aire de répartition couvre une grande partie du bassin méditerranéen, ainsi que les latitudes moyennes de l'Asie occidentale     |
| Atlanto-méditerranéen (ou Ouest-méditerranéen)                 | Péninsule Ibérique, Nord-ouest de l'Afrique, et une partie de l'est du bassin méditerranéen occidental. Le centre de dispersion semble se situer en Afrique du Nord                             |
| Ponto-méditerranéen                                            | Majeure partie de l'Europe moyenne et du Sud (excepté la majorité de la péninsule Ibérique) et jusque dans le sud de l'Asie centrale. Le centre de dispersion se situe dans le bassin pontique. |
| Paléotropical et subtropical                                   | Espèces à tendances migratrices originaires des régions chaudes du globe |
| Cosmopolite                                                    | Espèce à vaste distribution, rencontrée dans la plupart ou dans la totalité des régions du monde, continentales ou marines                                                                      |
| Endémique                                                      | Espèce strictement inféodées à une aire géographique restreinte. Il s'agit par exemple d'éléments cyrno-sardes spécifiques à la Corse (espèce cyrnéenne) ou à la Sardaigne (espèce sardéenne)   |

## Grandes régions zoogéographiques actuelles

### Délimitation des grandes régions zoogéographiques actuelles
En décembre 2012, une équipe de scientifiques américains et européens ont rassemblé des données sur la répartition géographique et les liens évolutifs de plus de 20 000 espèces de vertébrés (amphibiens, oiseaux et mammifères) pour caractériser des types biogéographiques naturels. Leur nouvelle carte divise le monde en 20 régions zoogéographiques distinctes regroupées en 11 ensembles plus larges appelés « royaumes ». Elle diffère sur de nombreux points des cartes précédentes issues uniquement de données géographiques et dépourvues d'informations phylogénétiques sur les relations évolutives entre les espèces. La nouvelle carte offre aussi des similitudes ainsi que des différences importantes avec la classification d'origine de Wallace. Par exemple, alors que Wallace classait l'Afrique du Nord et l'Arabie dans la zone Paléarctique, Holt et ses collègues ont défini une nouvelle zone Saharo-Arabe regroupant ces deux régions.

### Cas général de la faune terrestre
Les terres émergées sont traditionnellement divisées en plusieurs ensembles zoogéographiques ou écozones, qui se caractérisent par une (certaine) cohérence faunistique:
- la Région paléarctique;
- la Région néarctique (parfois fusionnée avec la précédente en une grande Région holarctique);
- la Région néotropicale;
- la Région éthiopique (dite aussi "Région afrotropicale");
- la Région orientale (dite aussi "Région indo-malaise");
- la Région australasienne (parfois divisée en "Région australienne" et en "Région océannienne");
- la Région antarctique.

Les îles (ex.: Madagascar, les îles Galápagos) sont rattachées à l'un ou l'autre de ces ensembles, avec qui elles partagent plus ou moins de points communs, tout en conservant une faune très particulière.
Sur chacune de ces zones, la dérive des continents et la stratification climatique ont façonné une faune typique et relativement homogène. À ce titre, on observe des phénomènes, comme celui de convergence évolutive; dans des climats comparables, des animaux de différentes espèces peuvent occuper des niches écologiques équivalentes (même s'ils ne sont pas apparentés entre eux). C'est ainsi qu'en Australie, la quasi-absence des mammifères placentaires a permis aux monotrèmes et aux marsupiaux de développer de nombreuses formes qui correspondent chacune aux niches écologiques occupées par les placentaires (souris, rat, chat, lapin, etc.) sur les autres continents.

### Cas spécifique de la faune marine
Il est plus difficile d'établir un découpage « régional » pour la faune marine, celle-ci étant souvent plus mobile et se déplaçant souvent d'une latitude à une autre, ou d'un bassin océanique à un autre. L'on peut classer la faune des espaces marins :
- par bassins océaniques (Atlantique, Pacifique, Indien, Arctique, Antarctique), les mers semi-fermées étant rattachées au bassin avec lequel elles communiquent principalement (ex.: la Méditerranée est rattachée au bassin atlantique);
- par latitude (en fonction de 4 catégories: les mers froides, les mers tempérées froides, les mers tempérées chaudes et les mers chaudes).
- voire par profondeur par rapport aux régions zoogéographiques terrestres les plus proches (ce découpage est pertinent pour la faune du littoral, mais pas pour la haute mer).

En outre, aucune de ces trois formes de découpage n'est entièrement satisfaisante, les chevauchements entre aires de répartition étant courants chez de nombreuses espèces de poissons, mammifères marins et invertébrés, pour ne citer qu'eux. De plus, elles ne tiennent pas compte de la faune des hauts-fonds, où l'environnement a priori extrêmement stable dans le temps ignore largement l'évolution du vivant sur les terres émergées et dans les eaux peu profondes; les abysses abritent d'ailleurs un grand nombre de fossiles vivants, éteints ailleurs depuis des dizaines ou centaines de millions d'années, dont le Cœlacanthe est l'un des plus célèbres, mais d'autres espèces ont été décrites par les scientifiques, et bien d'autres restent probablement à découvrir.
Une classification par régions est parfois aussi proposée pour les espaces marins (chaque « région » correspondant à un sous-bassin océanique), mais elle est moins précise.

### Des systèmes perméables
Ces régions ne doivent pas être considérées comme des systèmes hermétiques, car les faunes de plusieurs continents interagissent, de manière occasionnelle ou continue:
- lorsque deux continents se rapprochent ou fusionnent, de nombreux animaux passent d'un continent à un autre, leur implantation étant durable ou non (lorsque les deux Amériques se sont rencontrées il y a 1 million d'années, des animaux du Sud sont allés vers le Nord et vice versa, certains s'y sont implantés, par exemple les lamas et les grands félins au Sud et les tatous et sarigues au Nord, mais d'autres n'ont pu essaimer et certains se sont éteints pour toujours, comme les paresseux géants; inversement, la séparation de l'Amérique du Sud d'avec l'Afrique avait isolé sa faune depuis l'Ere mésozoïque).
- dans certains cas, il existe des « zones de transition » d'un ensemble à un autre, surtout lorsqu'ils sont séparés par la terre (le Sahara présente à la fois des traits propres à la région paléarctique et à la région éthiopique).
- certains animaux franchissent les barrières d'un ensemble continental à un autre (les migrateurs de longue distance, parmi lesquels de nombreux oiseaux, le font régulièrement, mais certaines espèces peuvent le faire occasionnellement, par les airs ou par voie de mer).
- l'impact de l'homme doit être pris en compte, du fait de son implantation, et de l'introduction, volontaire ou non, d'animaux voire de plantes et d'autres êtres vivants; quelques spécialistes, comme Xavier de Planhol[7], ont proposé une approche historique de la zoogéographie.
- beaucoup plus lentement (à l'échelle du millier voire du million d'années), elles suivent les évolutions à long terme du climat, de la géomorphologie et des biocénoses; la faune qui occupait les terres du Mésozoïque était à l'évidence bien différente de la nôtre même si elle avait sa propre zoogéographie.